# Жунгул, Славиша
Сла́виша Жу́нгул (сербохорв. Slaviša Žungul / Славиша Жунгул; род. 28 июля 1954, Пожаревац), в США известный как Стив Жу́нгул (англ. Steve Zungul) — югославский футболист, нападающий. Наибольшую известность получил по выступлениям за сплитский «Хайдук» на родине, а также в клубах NASL и MISL в США.
В составе сборной Югославии становился четвёртым призёром чемпионата Европы 1976 года.

## Карьера

### Клубная
В возрасте 16 лет Жунгул стал футболистом «Хайдука», в первой команде дебютировал 13 августа 1972 года. Чаще всего играл на позиции правого нападающего. С «Хайдуком» выиграл три розыгрыша чемпионата Югославии и четыре Кубка Югославии.
В декабре 1978 года, во время зимнего перерыва в югославском чемпионате, Жунгул получил разрешение в течение двух месяцев поиграть в США, но не вернулся в Югославию. Побег Жунгула стал одним из главных спортивных скандалов в истории Югославии. Поскольку Жунгул нарушил условия контракта с «Хайдуком», ФСЮ обратился в ФИФА. Жунгулу было запрещено выступать за любой клуб по большому футболу в любой стране-члене ФИФА, поэтому он стал игроком клуба MISL — недавно созданной лиги индор-соккера, «Нью-Йорк Эрроуз». В США его стали называть Стив Жангал.
В первом неполном сезоне в лиге, Жунгул получил звание самого ценного игрока регулярного чемпионата и в 18 играх забил 43 гола. Славиша занял второе место в списке лучших снайперов, уступив первенство другому югославу — Фердо Гргуреву, забившему на 3 мяча больше в 24 матчах. В первом же сезоне «Нью-Йорк Эрроуз» стал победителем плей-офф. Последующие три года также прошли при доминировании Жунгула и его клуба: «Нью-Йорк Эрроуз» неизменно побеждали в чемпионате, а Славиша становился лучшим по количеству забитых мячей, набранных очков по системе гол+пас и получал звания самого ценного футболиста регулярного сезона и плей-офф.

### В сборной
Жунгул провёл 2 матча за юношескую и 1 — за молодёжную сборную Югославии.
В первой сборной дебютировал 28 сентября 1974 года, выйдя на замену в перерыве товарищеской встречи со сборной Италии. Принимал участие в чемпионате Европы 1976 года, проходившем в Югославии. Сыграл в обоих матчах своей команды и занял вместе с ней 4-е место на турнире.
Всего в составе «плави» провёл 14 матчей, мячей не забивал.

## Статистика выступлений
| Клуб                 | Сезон            | Лига | Лига | Кубок Югославии | Кубок Югославии | Еврокубки | Еврокубки | Итого | Итого |
| Клуб                 | Сезон            | Игры | Голы | Игры            | Голы            | Игры      | Голы      | Игры  | Голы  |
| -------------------- | ---------------- | ---- | ---- | --------------- | --------------- | --------- | --------- | ----- | ----- |
| Хайдук (Сплит)       | 1972/73          | 6    | 0    | -               | -               | 0         | 0         | 6     | 0     |
| Хайдук (Сплит)       | 1973/74          | 30   | 12   | 5               | 5               | 0         | 0         | 35    | 17    |
| Хайдук (Сплит)       | 1974/75          | 33   | 15   | 5               | 4               | 4         | 5         | 42    | 24    |
| Хайдук (Сплит)       | 1975/76          | 33   | 14   | 5               | 1               | 5         | 5         | 43    | 20    |
| Хайдук (Сплит)       | 1976/77          | 30   | 14   | 4               | 3               | 4         | 3         | 38    | 20    |
| Хайдук (Сплит)       | 1977/78          | 28   | 15   | 1               | 0               | 5         | 0         | 34    | 15    |
| Хайдук (Сплит)       | 1978/79          | 17   | 12   | 1               | 0               | 4         | 1         | 22    | 13    |
| Хайдук (Сплит)       | Итого            | 177  | 82   | 21              | 13              | 22        | 14        | 220   | 109   |
| Голден Бэй Эртквейкс | 1983             | 27   | 19   | -               | -               | -         | -         | 27    | 19    |
| Голден Бэй Эртквейкс | 1984             | 24   | 20   | -               | -               | -         | -         | 24    | 20    |
| Голден Бэй Эртквейкс | Итого            | 51   | 39   | 0               | 0               | 0         | 0         | 51    | 39    |
| Всего за карьеру     | Всего за карьеру | 228  | 121  | 21              | 13              | 22        | 14        | 271   | 148   |